# WindEurope

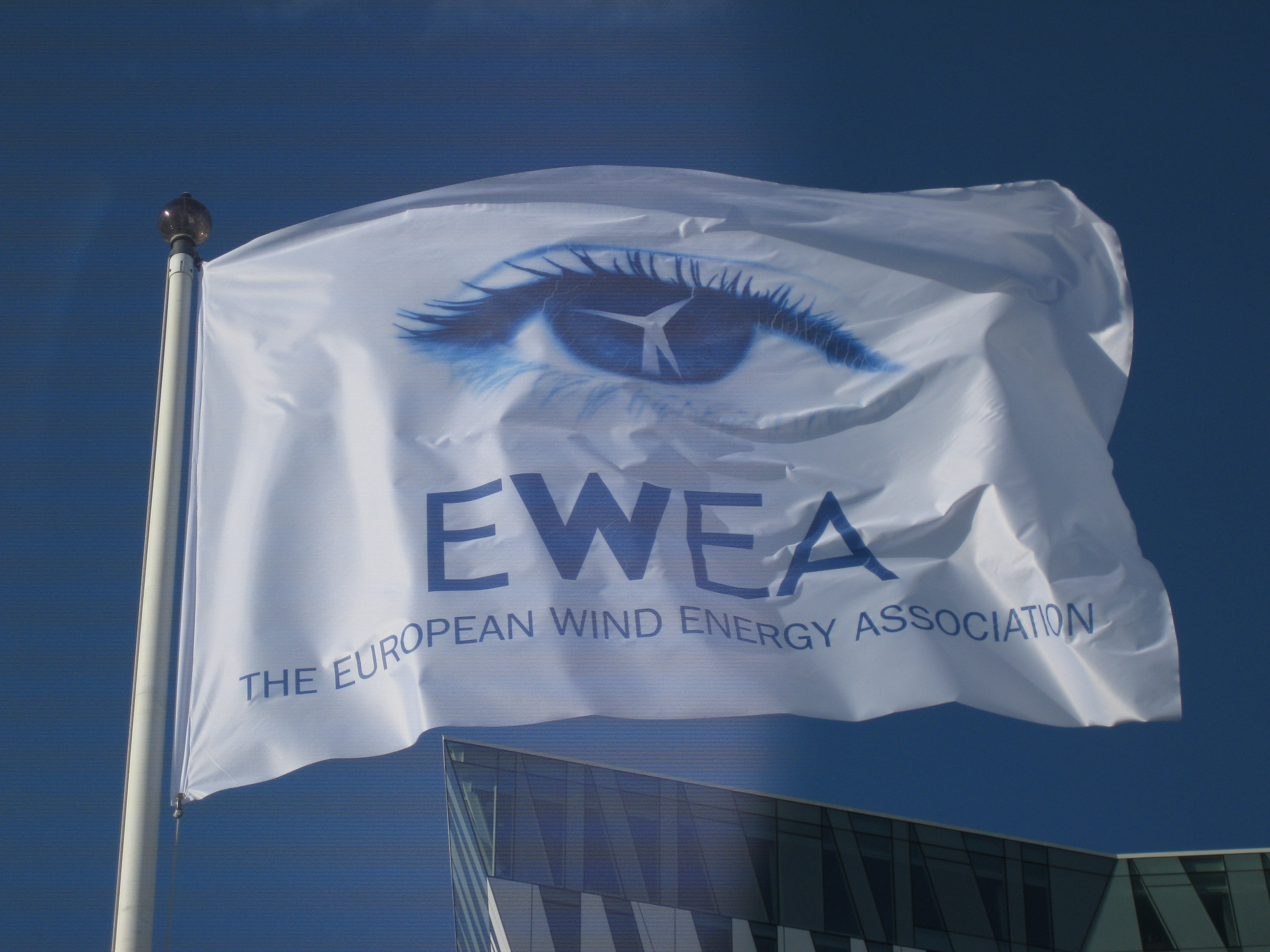
De vlag van het EWEA

WindEurope, voorheen de European Wind Energy Association (Europese Windenergieassociatie; EWEA) is een Europese organisatie die het gebruik van windenergie stimuleert. Het groepeert een 700-tal leden gespreid over 60 landen. Onder deze leden bevinden zich producten, onderzoekerscentra, nationale en regionale verenigingen ter promotie van windenergie en elektriciteitsleveranciers. Het kantoor is gevestigd in Brussel.

## Activiteiten
De EWEA organiseert verschillende conferenties, tentoonstellingen en workshops om de uitwisseling van technische en financiële kennis uit te wisselen.
In samenwerking met Global Wind Energy Council - GWEC wordt jaarlijks de  internationale dag van de wind gehouden, op 15 juni.